# Armorial du royaume de Castille
Cette page présente les armoiries (figures et blasonnements) qui furent portées par des membres de la  maison royale de Castille.

## Armoiries royales

### Royaumes de Castille et León
|  | Royaume de León (1171- 1214) D'argent au lion de pourpre armé et lampassé d'or. Armes parlantes (le lion renvoie à León). |
|  | Royaume de León (1157 - 1230) D'argent au lion de pourpre armé et lampassé d'or,.                                         |

|  | Royaume de Castille (1171- 1214) De gueules au château d'or ouvert et ajouré d'azur,. Armes parlantes (le château renvoie à Castille). |
|  | Royaume de Castille (1214 - 1230) De gueules au château d'or ouvert et ajouré d'azur.                                                  |

### Couronne de Castille  (Castille-et-Léon)
|  | Couronne de Castille (1230 - 1284) Écartelé en 1 et 4, de gueules au château d'or ouvert et ajouré d'azur et en 2 et 3 d'argent au lion de pourpre armé et lampassé d'or.                                                        |
|  | Couronne de Castille (1280 - 1390) Écartelé en 1 et 4, de gueules au château d'or ouvert et ajouré d'azur et en 2 et 3 d'argent au lion de pourpre armé, lampassé et couronné d'or.                                              |
|  | Jean Ier (1383 - 1390) Écartelé en 1 et 4, de gueules au château d'or ouvert et ajouré d'azur et en 2 et 3 d'argent au lion de pourpre armé, lampassé et couronné d'or.                                                          |
|  | Henri III (1390 - 1406) Écartelé en 1 et 4, de gueules au château d'or ouvert et ajouré d'azur et en 2 et 3 d'argent au lion de pourpre armé, lampassé et couronné d'or, une croix fleurdelisée d'argent, brochant sur le tout.. |
|  | Couronne de Castille (1406 - 1474) Écartelé en 1 et 4, de gueules au château d'or ouvert et ajouré d'azur et en 2 et 3 d'argent au lion de pourpre armé, lampassé et couronné d'or.                                              |

## Armoiries des reines consorts
|  | Thérèse de Portugal (1178 † 1250) , consort de Alphonse IX, roi de León. D'argent aux cinq écussons d'azur disposés en croix, les écussons latéraux couchés, chaque écusson semé de besants d'argent. |
|  | Bérengère de Castille (1180 † 1246), consort de Alphonse IX, roi de León. De gueules au château d'or ouvert et ajouré d'azur.                                                                         |

|  | Aliénor d'Angleterre (1161 † 1214), consort de Alphonse VIII, roi de Castille. De gueules aux trois léopards d'or.                                                                                     |
|  | Mafalda de Portugal (1197 † 1256) , consort de Henri Ier, roi de Castille. D'argent aux cinq écussons d'azur disposés en croix, l'écussons latérales couchés, chaque écusson semé de besants d'argent. |

|  | Élisabeth de Souabe (1205 † 1235), consort de Ferdinand III, roi de Castille et de León. Deux écus accolés : celui des cupé : écartelé en 1 et 4, de gueules au château d'or ouvert et ajouré d'azur et en 2 et 3 d'argent au lion de pourpre armé et lampassé d'or et celui d'argent à l'aigle de sable. |
|  | Jeanne de Dammartin (1220 † 1279), consort de Ferdinand III, roi de Castille et de León. Deux écus accolés : celui des cupé : écartelé en 1 et 4, de gueules au château d'or ouvert et ajouré d'azur et en 2 et 3 d'argent au lion de pourpre armé et lampassé d'or et celui d'argent à la bande de gueules chargée de trois besants d'or. |
|  | Violante d'Aragon (1236 † 1301), consort de Alphonse X, roi de Castille et de León. Deux écus accolés : celui des cupé : écartelé en 1 et 4, de gueules au château d'or ouvert et ajouré d'azur et en 2 et 3 d'argent au lion de pourpre armé et lampassé d'or et celui d'or à quatre pals de gueules. |
|  | Marie de Molina (1265 † 1321), consort de Sanche IV, roi de Castille et de León. Deux écus accolés : celui des cupé : écartelé en 1 et 4, de gueules au château d'or ouvert et ajouré d'azur et en 2 et 3 d'argent au lion de pourpre armé, lampassé et couronné d'or et celui d'argent au lion de pourpre armé et lampassé de gueules à la bordure de gueules, chargé de dix châteaux d'or. |
|  | Constance de Portugal (1290 † 1313), consort de Ferdinand IV, roi de Castille et de León. Deux écus accolés : celui des cupé : écartelé en 1 et 4, de gueules au château d'or ouvert et ajouré d'azur et en 2 et 3 d'argent au lion de pourpre armé, lampassé et couronné d'or et celui d'argent aux cinq écussons d'azur disposés en croix, l'écussons latérales couchés, chaque écusson chargé de cinq besants d'argent disposés en sautoir, à la bordure de gueules chargé de quatorze châteaux d'or. |
|  | Constance Manuel (1323 † 1345), consort de Alphonse XI, roi de Castille et de León. Deux écus accolés : celui des cupé : écartelé en 1 et 4, de gueules au château d'or ouvert et ajouré d'azur et en 2 et 3 d'argent au lion de pourpre armé, lampassé et couronné d'or et celui écartelé en 1 et 4, de gueules au bras ailé d'or tenant un glaive d'argent et en 2 et 3 d'argent au lion de pourpre armé et lampassé d'or.. |
|  | Marie de Portugal (1313 † 1357), consort de Alphonse XI, roi de Castille et de León. Deux écus accolés : celui des cupé : écartelé en 1 et 4, de gueules au château d'or ouvert et ajouré d'azur et en 2 et 3 d'argent au lion de pourpre armé, lampassé et couronné d'or et celui d'argent aux cinq écussons d'azur disposés en croix, l'écussons latérales couchés, chaque écusson chargé de cinq besants d'argent disposés en sautoir, à la bordure de gueules chargé de quatorze châteaux d'or. |
|  | Blanche de Bourbon (1339 † 1361), consort de Pierre Ier, roi de Castille et de León. Deux écus accolés : celui des cupé : écartelé en 1 et 4, de gueules au château d'or ouvert et ajouré d'azur et en 2 et 3 d'argent au lion de pourpre armé, lampassé et couronné d'or et celui d'azur semés de lys d'or à la bande de gueules.. |
|  | Jeanne de Castro (ca.1340 † 1374), illégitime consort de Pierre Ier, roi de Castille et de León. Deux écus accolés : celui des cupé : écartelé en 1 et 4, de gueules au château d'or ouvert et ajouré d'azur et en 2 et 3 d'argent au lion de pourpre armé, lampassé et couronné d'or et celui d'argent treize tourteau d'azur. |
|  | Jeanne Manuel de Villena (1339 † 1381), consort de Henri II, roi de Castille et de León. Deux écus accolés : celui des cupé : écartelé en 1 et 4, de gueules au château d'or ouvert et ajouré d'azur et en 2 et 3 d'argent au lion de pourpre armé, lampassé et couronné d'or et celui de gueules une aile d'or. |
|  | Éléonore d'Aragon (1358 † 1382), consort de Jean Ier, roi de Castille et de León. Parti en 1 écartelé en 1 et 4, de gueules au château d'or ouvert et ajouré d'azur et en 2 et 3 d'argent au lion de pourpre armé, lampassé et couronné d'or; et en 2 d'or à quatre pals de gueules. |
|  | Béatrice de Portugal (1373 † 1412), consort de Jean Ier, roi de Castille et de León. Écartelé en 1 et 4 contre-écartelé en 1 et 4, de gueules au château d'or ouvert et ajouré d'azur et en 2 et 3 d'argent au lion de gueules armé, lampassé et couronné d'or, et en 2 et 3 parti en 1 d'or à quatre pals de gueules et en 2 d'argent aux cinq écussons d'azur disposés en croix, l'écussons latérales couchés, chaque écusson chargé de cinq besants d'argent disposés en sautoir, à la bordure de gueules chargé de seize châteaux d'or.                                                                                          |
|  | Catherine de Lancastre (1373 † 1418), consort de Henri III, roi de Castille et de León. Parti en 1 écartelé en 1 et 4, de gueules au château d'or ouvert et ajouré d'azur et en 2 et 3 d'argent au lion de pourpre armé, lampassé et couronné d'or; et en 2 écartelé en 1 et 4 d'azur semé de fleurs de lys d'or et en 2 et 3 de gueules aux trois léopards d'or. |
|  | Marie d'Aragon (1396 † 1445), consort de Jean II, roi de Castille et de León. Parti en 1 écartelé en 1 et 4, de gueules au château d'or ouvert et ajouré d'azur et en 2 et 3 d'argent au lion de pourpre armé, lampassé et couronné d'or; et en 2 mi-parti d'or à quatre pals de gueules. |
|  | Isabelle de Portugal (1428 † 1496), consort de Jean II, roi de Castille et de León. Parti en 1 écartelé en 1 et 4, de gueules au château d'or ouvert et ajouré d'azur et en 2 et 3 d'argent au lion de pourpre armé, lampassé et couronné d'or; et en 2 d'argent, à cinq écussons d'azur, posés en croix, les deux de flanc mis de côté, chaque écusson chargé de cinq besants du champ, posés en sautoir, à la bordure de gueules, chargée de châteaux d'or, donjonnés de trois tours, ouverts et ajourés d'azur, aux quatre fleurs de lys de sinople, brisé d'un lambel d'or, chaque pendant chargé d'un flanc dextre de gueules . |
|  | Jeanne de Portugal (1438 † 1475), consort de Henri IV, roi de Castille et de León. Parti en 1 écartelé en 1 et 4, de gueules au château d'or ouvert et ajouré d'azur et en 2 et 3 d'argent au lion de pourpre armé, lampassé et couronné d'or; et en 2 écartelé d'argent aux cinq écussons d'azur disposés en croix, l'écussons latérales couchés, chaque écusson chargé de cinq besants d'argent disposés en sautoir, à la bordure de gueules semé de dix châteaux d'or et chargé des quatre bouts évidents d'une croix fleurdelisé de sinople.                                                                                     |

## Armoiries des princes des Asturies de la maison royale de Castille
| Figure | Blasonnement |
| ------ | --- |
|        | 1388 - 1468 Écartelé en 1 et 4, de gueules au château d'or ouvert et ajouré d'azur et en 2 et 3 d'argent au lion de pourpre armé, lampassé et couronné d'or,. |
|        | L'infante Isabelle (1451 † 1504), princesse des asturies (1468 - 1474), Isabelle Ire, reine de Castille et Leon (1474 - 1504). Écartelé en 1 et 4, de gueules au château d'or ouvert et ajouré d'azur et en 2 et 3 d'argent au lion de pourpre armé, lampassé et couronné d'or. |

## Maison d'Ivrée

### Descendance de Alphonse IX de León
| Figure | Nom et blasonnement |
| ------ | --- |
|        | L'Infant Alphonse de Molina (1202 † 1272), fils de Alphonse IX, roi de León. D'argent au lion de pourpre armé et lampassé de gueules à la bordure de gueules, chargé de dix châteaux d'or. |

### Descendance de Ferdinand III de Castille
| Figure | Nom et blasonnement |
| ------ | --- |
|        | L'Infant Fadrique (1223 † 1277), fils de Ferdinand III, roi de Castille et de León. De gueules au château d'or. |
|        | L'Infante Berengaria (1228 † 1288/89), fille de Ferdinand III, roi de Castille et de León. Écartelé en 1 et 4, de gueules au château d'or ouvert et ajouré d'azur et en 2 et 3 d'argent au lion de pourpre armé et lampassé d'or, à la bordure componnée de seize pièces de gueules et d'or, chaque pièce de gueules chargée d'un châteaux et chaque pièce d'or d'un aigle de sable. |
|        | L'Infant Henri (1230 † 1304), fils de Ferdinand III, roi de Castille et de León. Écartelé en 1 et 4, de gueules au château d'or ouvert et ajouré d'azur et en 2 et 3 d'argent à la croix fleurdelisée de pourpre. |
|        | L'Infant Philippe (1231 † 1274), fils de Ferdinand III, roi de Castille et de León. Écartelé en 1 et 4, de gueules au château d'or ouvert et ajouré d'azur et en 2 et 3 d'or d'un aigle de sable, portées ensuite par : - - L'Infant Pierre de Castille, fils de Alphonse X, roi de Castille et de León. - L'Infant Pierre de Castille, fils de Sanche IV, roi de Castille et de León. - Tello Alphonse de Castille, premier seigneur d'Aguilar de Campoo, illégitime fils de Alphonse XI, roi de Castille et de León. |
|        | L'Infant Manuel (1234 † 1283), seigneur de Villena, fils de Ferdinand III, roi de Castille et de León. Écartelé en 1 et 4, de gueules au bras ailé d'or tenant un glaive d'argent et en 2 et 3 d'argent au lion de pourpre armé et lampassé d'or. |
|        | L'Infant Ferdinand (1238 † 1260), comte d'Aumale (Ferdinand II), fils de Ferdinand III, roi de Castille et de León. Écartelé en 1 et 4, d'argent à la bande de gueules chargée de trois besants d'or et en 2 et 3 de gueules au château d'or ouvert et ajouré d'azur. |
|        | L'Infante Éléonore (1241 † 1290), reine consort d'Édouard Ier d'Angleterre, fille de Ferdinand III, roi de Castille et de León. (Dans l'Angleterre) Écartelé en 1 et 4, de gueules au château d'or ouvert et ajouré d'azur et en 2 et 3 d'argent au lion de gueules armé et lampassé d'azur. |
|        | L'Infant Louis (1243 † 1269), fille de Ferdinand III, roi de Castille et de León. Écartelé en 1 et 4, d'argent au lion de pourpre armé et lampassé d'or et en 2 et 3 d'argent aux trois fasces d'azur. |

### Descendance de Alphonse X de Castille
| Figure | Nom et blasonnement |
| ------ | --- |
|        | Alphonse de la Cerda (1289 † 1327), petit-fils de l'infant Ferdinand de la Cerda, arrière-petit-fils de Alphonse X, roi de Castille et de León. Écartelé en 1 d'azur semé de fleurs de lys d'or à, en 2 et 3 de gueules au château d'or et 4, d'argent au lion de pourpre armé et lampassé d'or.                                                    |
|        | Louis de la Cerda (1291 † 1348), petit-fils de l'infant Ferdinand de la Cerda, arrière-petit-fils de Alphonse X, roi de Castille et de León. Parti, de France, qui est d'azur semé de fleurs de lys d'or et écartelé, en 1 et 4, de gueules au château d'or ouvert et ajouré d'azur et en 2 et 3 d'argent au lion de pourpre armé et lampassé d'or. |
|        | L'Infant Jean (1260 † 1319), fille de Alphonse X, roi de Castille et de León. Écartelé en 1 et 4, d'argent au lion de pourpre armé et lampassé d'or et en 2 et 3 d'or d'un aigle de sable. |
|        | Ferdinand Alphonse de Valence (1316 † 1384), arrière-petit-fils de Alphonse X, roi de Castille et de León. Écartelé en sautoir : en 1 et 4, d'or au aigle de sable et en 2 et 3 d'argent aux deux lions affrontés de pourpre armés et lampassés d'or.                                                                                               |

#### Maison de la Cerda
| Figure | Blasonnement |
| ------ | --- |
|        | Maison de la Cerda, descendant de l'infant Ferdinand de la Cerda (1255 † 1275), fills du roi Alphonse X de Castille et de León (1221 † 1284). Avant 1376 : Mi-parti, en 1 coupé au premier de gueules au château d'or ouvert et ajouré d'azur et au second d'argent au lion de pourpre armé et lampassé d'or; en 2 de France, qui est d'azur semé de fleurs de lys d'or. Depuis 1376 : Écartelé en 1 et 4 parti de gueules au château d'or ouvert et ajouré d'azur et d'argent au lion de pourpre armé et lampassé d'or; en 2 et 3 d'azur à trois fleurs de lys d'or. |

### Descendance de Sanche IV de Castille
|  | L'Infant Alphonse (1286 † 1291), fils de Sanche IV, roi de Castille et de León. Écartelé en 1 et 4, de gueules au château d'or ouvert et ajouré d'azur et en 2 et 3 d'argent au bras ailé de gueules tenant un glaive d'or. |
|  | L'Infant Philippe (1292 † 1327), fils de Sanche IV, roi de Castille et de León. D'argent deux lions affrontés de pourpre armés et lampassés d'or; à la pointe de gueules au château d'or ouvert et ajouré d'azur ,.         |

## Maison de Trastamare
|  | Henri de Trastamare (1334 † 1379), Henri II, roi de Castille et de León (1366 – 1379), fils illégitime de Alphonse XI, roi de Castille et de León. Avant 1366 : D'argent deux lions affrontés de pourpre armés et lampassés d'or; à la pointe de gueules au château d'or ouvert et ajouré d'azur à la bordure componnée de seize pièces d'argent et de vair de trois tires. En tant que roi : écartelé en 1 et 4, de gueules au château d'or ouvert et ajouré d'azur et en 2 et 3 d'argent au lion de pourpre armé, lampassé et couronné d'or. |
|  | L'Infant Ferdinand (1380 † 1416), Ferdinand Ier, roi d'Aragon (1412– 1416), fils de Jean Ier, roi de Castille et de León. En tant qu'infant de Castille : Mi-parti en 1 écartelé en 1 et 4, de gueules au château d'or ouvert et ajouré d'azur et en 2 et 3 d'argent au lion de pourpre armé et lampassé d'or et en 2 d'or à quatre pals de gueules à la bordure d'argent chargée de dix-sept chaudières de sable chaudières de sable,. |

## Descendance illégitime
|  | Sanche Alphonse (1342 † 1374), première comte d'Alburquerque, fils illégitime de Alphonse XI, roi de Castille et de León. D'argent quatre lions affrontés au losange de gueules touchant les partitions, chargé d'un au château d'or ouvert et ajouré d'azur. |
|  | Jean de Castille et Castro (1355 † 1405), fils illégitime de Pierre Ier, roi de Castille et de León. Bande de sinople engoulée de deux têtes de dragon d'or lampassées de gueules, accompagnée en chef de gueules d'un château d'or ouvert et ajouré d'azur et en pointe d'argent, d'un lion de pourpre armé et lampassé d'or.                                                                                   |
|  | Diègue de Castille et Sandoval (? † 1434), fils illégitime de Pierre Ier, roi de Castille et de León. D'argent deux lions affrontés de pourpre armés et lampassés d'or; à la pile de gueules au château d'or ouvert et ajouré d'azur. |
|  | Fadrique de Castille et Ponce de León (1360 † 1394), première duc de Benavente, fils illégitime de Henri II, roi de Castille et de León. Cinq points d'argent chargés d'un lion de pourpre armé et lampassé d'or, équipolés à quatre de gueules chargés d'un château d'or ouvert et ajouré d'azur. |
|  | Henri de Castille et Sousa (1378 † 1404), fils illégitime de Henri II, roi de Castille et de León. Écartelé en sautoir : en 1 et 4 de gueules d'un château d'or ouvert et ajouré d'azur, en 2 et 3 d'argent aux deux lions affrontés de pourpre armés et lampassés d'or. |
|  | Jean Téllez de Castille (1459 † 1485), fils de Tello Alphonse de Castille (1337 † 1370) fils illégitime de Alphonse XI, roi de Castille et de León. Écartelé en sautoir : en 1 de gueules d'un château d'or ouvert et ajouré d'azur, en 2 et 3 d'argent aux deux lions affrontés de pourpre armés et lampassés d'or et en 4 d'or au aigle de sable, à la bordure chargée de sept mouchetures d'hermine de sable. |
|  | Alonso Enríquez (1354 † 1429), amiral de Castille, fils de Fadrique Alphonse de Castille (1334 † 1429) fils illégitime de Alphonse XI, roi de Castille et de León. De gueules à deux châteaux d'or ouvert et ajouré d'azur; à la pointe d'argent au lion de pourpre armé et lampassé d'or. |

## Jean de Gand
|  | Jean de Gand (1340 † 1399), duc de Lancastre, prétendant aux trônes de Castille et de León, mariée en 1371 à l'infante Constance de Castille (1354 † 1394), fille de Pierre Ier, roi de Castille et de León. En tant que prétendant : parti en 1 écartelé en 1 et 4, de gueules au château d'or ouvert et ajouré d'azur et en 2 et 3 d'argent au lion de pourpre armé et lampassé d'or; et en 2 écartelé en 1 et 4 d'azur semé de fleurs de lys d'or et en 2 et 3 de gueules aux trois léopards d'or; un lambel d'argent, chaque pendant chargé de trois mouchetures d'hermine de sable, brochant sur la partition. |

## Liens
- Armorial de la péninsule Ibérique